# Milen Petkov
Milen Ivanov Petkov (in bulgaro Милен Иванов Петков?; General Toševo, 12 gennaio 1974) è un ex calciatore bulgaro, di ruolo centrocampista.

## Palmarès

### Club

#### Competizioni nazionali
- Campionato bulgaro: 1

CSKA Sofia: 1996-1997
- Coppa di Bulgaria: 2

CSKA Sofia: 1996-1997, 1998-1999
- Coppa di Grecia: 1

AEK Atene: 2000-2001